# Operacja Mosaic

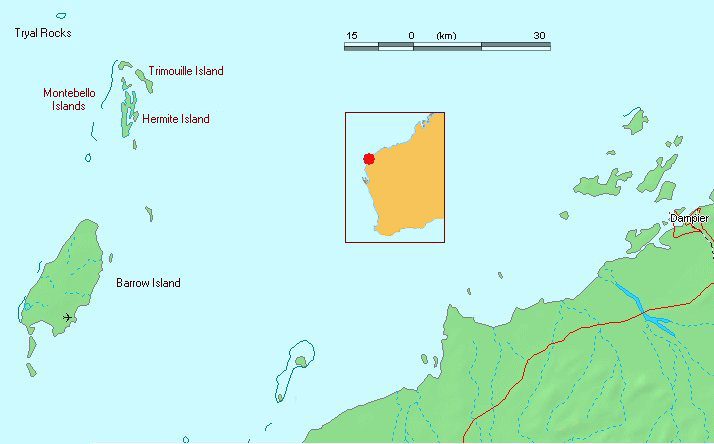
Położenie archipelagu Montebello u wybrzeży Australii.

Operacja Mosaic – seria dwóch atmosferycznych testów nuklearnych przeprowadzonych przez Wielką Brytanię na archipelagu wysp Montebello położonych u północno-zachodnich wybrzeży Australii. Testy zostały przeprowadzone w maju i czerwcu 1956 roku. Operacja Mosaic została wcześniej poprzedzona testami prowadzonymi w trakcie dwóch innych operacji: Totem (1953) i Buffalo (1956), które odbyły się w stanie Australia Południowa. W trakcie drugiej próby nuklearnej siła ładunku wyniosła 98 kt, i była to największa siła ładunku testowego w trakcie prób prowadzonych na terytorium Australii.

## Test G1[1]
- Czas: 16 maja 1956, 3:50 GMT.
- Lokalizacja: Wyspa Trimouille, (20°23′S 115°55′E/-20,383333 115,916667).
- Miejsce detonacji: wieża.
- Wysokość detonacji: 31 m
- Siła ładunku: 15 kt.

## Test G2[1]
- Czas: 19 czerwca 1956, 2:14 GMT.
- Lokalizacja: Wyspa Alpha, (20°40′S 115°53′E/-20,666667 115,883333).
- Miejsce detonacji: wieża.
- Wysokość detonacji: 31 m
- Siła ładunku: 98 kt.